# 睫状肌
睫状肌是位於眼球中层（血管层）的一圈平滑肌，它能控制眼睛調節以看清正在移動的物體，并调节房水流入施莱姆管的頻率。睫状肌還能改变晶状体的形状。